# Высшее художественное училище при Императорской Академии художеств
Высшее художественное училище (1894—1918) — высшее художественное учебное заведение Российской империи при Императорской академии художеств.

## История
Высшее художественное училище возникло в результате реформирования в 1893—1894 годах Императорской академии художеств. Инициатором реформирования был вице-президент академии граф И. И. Толстой.
«Временный устав», утверждённый в конце 1893 года, разделил прежнюю Академию на два учреждения, базировавшиеся в историческом здании на Университетской набережной: 
- собственно Академию (Академическое «Собрание» в составе президента, вице-президента, конференц-секретаря, 60 действительных и 20 почётных членов Академии), государственное учреждение «для поддержания, развития и распространения искусства в России».
- высшее учебное заведение Российской империи — Высшее художественное училище (ВХУ) при Академии[2], управляемое «Советом профессоров» с ректором во главе. Первым ректором Высшего художественного училища стал А. Н. Померанцев.

Вместо старых профессоров на преподавательские должности в Высшее художественное училище были приглашены художники-передвижники. Программа обучения в Высшем училище существенно изменилась: упразднены антики; учреждён институт профессоров-руководителей; установлены свободные темы для конкурсных испытаний.
В Высшем художественном училище классы с дежурными профессорами заменили персональные мастерские под постоянным руководством ведущих педагогов. Четырёхлетнему обучению в мастерской у профессора-руководителя предшествовали два года занятий в «общих классах» рисования с натуры. «Впервые ученики академии, освободившись от узких рамок специализации в классах исторической, портретной, жанровой, батальной и пейзажной живописи, получили возможность учиться искусству в мастерских под руководством известных мастеров, где они смогли почувствовать вкус к свободе творчества».
В Академию пришли новые профессора, среди которых выделялся И. Е. Репин. Мастерская для него была специально перестроена из других помещений верхнего этажа здания Императорской академии художеств. Руководить другими персональными мастерскими были приглашены В. Е. Маковский, И. И. Шишкин, А. И. Куинджи, А. Д. Кившенко, позднее А. А. Киселёв, Д. Н. Кардовский, Н. Н. Дубовской, В. Е. Савинский, Н. С. Самокиш, В. В. Матэ. 
Изменениям подверглись и сами принципы преподавания искусства. Впечатления учащихся хорошо передаёт следующее мнение А. П. Остроумовой-Лебедевой, учившейся в Академии в 1890-х годах:

Моделями для нас теперь служат старик мужик, отставной лакей, мастеровой, вдова, приказчик, девочка…Классицизм долой! Первое время моя модель просто отталкивала своим безобразием, но теперь я работаю с удовольствием, так как нашла более глубокую красоту — выразить на холсте самую жизнь со всеми её достоинствами и недостатками
Хотя формально деление мастерских по жанрам ещё сохранялось (так, мастерская И. Е. Репина считалась мастерской исторической живописи, В. Е. Маковского – жанровой, А. Д. Кившенко – батальной, А. И. Куинджи и И. И. Шишкина – пейзажной), однако на практике его не существовало. У Куинджи и Маковского писали картины на исторические темы, у Репина — портреты и пейзажи. При выборе учеником мастерской, основным критерием было то, какой живописец ближе ему по духу. Именно личность педагога определяла не только круг сюжетов, но и понимание вопросов искусства.
Преподавательская деятельность Репина, Куинджи, Киселёва, Кардовского, Матэ стала яркой страницей истории русского искусства. В мастерской Репина в отдельные годы было до девяносто учеников, среди них Д. Н. Кардовский, Б. М. Кустодиев, О. Э. Браз, Н. И. Фешин, И. Я. Билибин, И. Э. Грабарь, К. А. Сомов, Ф. А. Малявин, М. Б. Греков, И. И. Бродский, А. М. Любимов и многие другие. Среди учеников мастерской А. И. Куинджи были Константин Богаевский, Константин Вроблевский, Виктор Зарубин, Николай Химона, Николай Рерих, Аркадий Рылов, Вильгельм Пурвитис, Фердинанд Рушиц, Александр Борисов, Евгений Столица, Николай Калмыков и другие.
На обучение в училище принимались лица, окончившие курс средней художественной школы или доказавшие свои способности на приёмном экзамене; образовательный ценз был установлен в размере курса 6-классного реального училища. Сначала обучение два года проходило в общих классах, затем следовали четырёхлетние занятия в мастерской профессора-руководителя. 
Ректоры Высшего художественного училища:
- 1894—1903 А. Н. Померанцев
- 1903—1906 Л. Н. Бенуа
- 1906—1911 В. А. Беклемишев
- 1911—1917 Л. Н. Бенуа

В конце XIX века на академию отпускалось ежегодно 72626 руб. Кроме художников, Академия художеств периодически проводила выставки картин. Художественный музей при академии был общедоступным.

### После 1917 года
Вслед за упразднением Академии художеств (декретом Совнаркома от 12 апреля 1918 года), Высшее художественное училище было преобразовано в Свободную художественную школу, получившую с октября 1918 года наименование Петроградские государственные свободные художественные учебные мастерские.
В 1921 году они были переименованы в Петроградские государственные художественно-учебные мастерские при воссозданной Академии художеств; в 1922 году преобразованы в Высший художественно-технический институт (ВХУТЕИН, ЛВХТИ).
В 1930 году ВХУТЕИН был реорганизован в Институт пролетарского изобразительного искусства (ИНПИИ). Архитектурный факультет упразднён, его учащиеся были переведены в Ленинградский Институт инженеров коммунального строительства (ЛИИКС, бывш. Институт гражданских инженеров). В 1932 году ИНПИИ был преобразован в Ленинградский институт живописи, скульптуры и архитектуры, которому в 1944 году было присвоено имя Ильи Репина. Название сохранял до 1990-х годов, когда был преобразован в Санкт-Петербургский государственный академический институт живописи, скульптуры и архитектуры имени И. Е. Репина.